# Poecilosomella pilipino
Poecilosomella pilipino är en tvåvingeart som beskrevs av Papp 2002. Poecilosomella pilipino ingår i släktet Poecilosomella och familjen hoppflugor.
Artens utbredningsområde är Filippinerna. Inga underarter finns listade i Catalogue of Life.